# Ilha Ono
Ono é uma ilha da República das Ilhas Fiji pertencente ao Kadavu Group, um arquipélago de origem vulcânica. Encontra-se ao sul de Viti Levu, uma das duas principais ilhas das Fiji, e está separada da ilha Kadavu pelo Canal Ono. Está situada nas coordenadas 18,88° Sul e 178,50° Leste. Ono possui uma área de 30 km² e uma altitude máxima de 354 metros.
Ono é conhecida pelo seu método antigo de fermentar fruta-pão, plantains (banana-pão) e taro sob o solo. O alimento é armazenado em um buraco no chão, às vezes por diversos anos, para atender a futuras emergências. A indústria primária domina a economia. Um programa de reflorestamento, replantando a ilha com mudas de pinheiro, está em curso.